# Bioluminiscencia

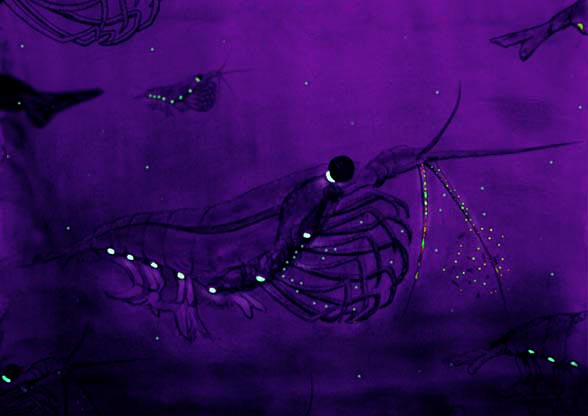
Kril antártico, organismo bioluminiscente

La bioluminiscencia es el proceso a través del cual los organismos vivos producen luz, dando como resultado una reacción bioquímica en la que comúnmente interviene una enzima llamada luciferasa. Se produce como resultado de una reacción bioquímica en que interviene el oxígeno, el ATP (proteína llamada luciferina) y la enzima luciferasa, esta es la molécula que hace que reaccione el oxígeno y la luciferina, que al reaccionar se emite energía produciendo la luz, la cual sucede de la siguiente manera: el oxígeno oxida el sustrato luciferina; la luciferasa acelera la reacción, y el ATP proporciona la energía para la reacción, produciéndose agua y luz, la cual es muy notoria durante la noche. Se trata de una conversión directa de la energía química en energía lumínica. Es un fenómeno muy extendido en todos los niveles biológicos: bacterias, hongos, protistas unicelulares, celentéreos, gusanos, moluscos, cefalópodos, crustáceos, insectos, equinodermos, peces, medusas.

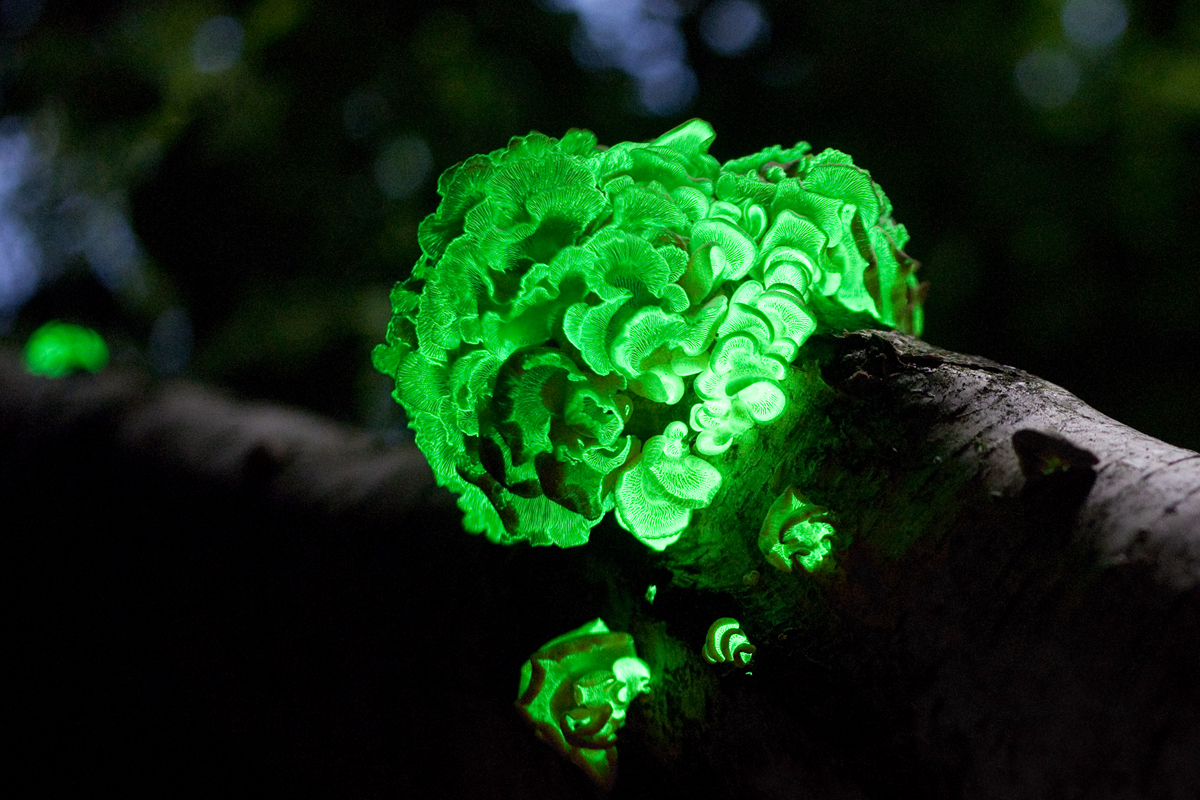
Panellus stipticus, un hongo bioluminiscente.

En siglo XVII Robert Boyle descubrió que los hongos bioluminiscentes dejaban de producir luz cuando eran introducidos en un recipiente sin oxígeno, el motivo de este fenómeno no se conoció con detalle hasta las últimas décadas. Los hongos observados por Boyle empleaban el mecanismo de iluminación extracelular a través de la molécula luciferina, activada con la enzima luciferasa. Para que la reacción tenga lugar la luciferina necesita oxígeno, lo que explica el proceso bioluminiscente.

## Origen
De momento, el origen del fenómeno de la bioluminiscencia está sujeto a conjeturas.
William McElroy y Howard Seliger, de la Universidad Johns Hopkins en Estados Unidos, postulan la siguiente hipótesis sobre el origen de la luminiscencia bacteriana: durante los tres primeros cuartos de la historia biológica terráquea las formas de vida dominantes eran bacterias anaerobias. La llegada de las cianobacterias alteró el medio al generar estas, como producto excretado por la acción de la fotosíntesis, cantidades masivas de oxígeno nocivo para las bacterias. Con el fin de librarse de la toxicidad del gas, las bacterias podrían haber sufrido con el tiempo adaptaciones metabólicas de entre los cuales los fenómenos de bioluminiscencia de ciertas bacterias serían restos que se han mantenido hasta hoy.

## Funciones
En algunas especies sirve como referencias sexuales y ayuda en el emparejamiento (en el caso de las luciérnagas); en otras funciona a modo de cebo (como en el caso de algunos pejesapos) y en otras como defensas para confundir a los depredadores (algunos cefalópodos y gusanos del género Phrixothrix). Resumiendo algunas posibles funciones podemos citar:
- Camuflaje

En muchos animales de las profundidades marinas, entre ellas varias especies de calamar, la bioluminiscencia bacteriana se utiliza para el camuflaje en el que el animal se confunde con la luz ambiental. En estos animales los fotorreceptores controlan la iluminación según la luminosidad del fondo del mar. Estos órganos luminosos están separados desde el tejido que contiene las bacterias bioluminiscentes. Un ejemplo es la especie Euprymna scolopes en la cual las bacterias mencionadas producen el fenómeno descrito.
- Cortejo y reproducción

La bioluminiscencia además de ser una señalización de advertencia o camuflaje también es usada como técnica de cortejo, un ejemplo son las Luciérnagas las cuales llevan a cabo un proceso en el que el macho emite una determinada secuencias de destellos de luz característicos de cada especie, si le agrada a alguna hembra, esta responde replicándolo para que el macho la encuentre, dando paso al apareamiento.  
- Atraer presas y defensa ante depredadores

La bioluminiscencia es utilizada como un señuelo para atraer presas por varios peces de aguas profundas, como el rape. Estos poseen un apéndice colgante que se extiende desde la cabeza del pez, atrayendo a los animales pequeños a corta distancia del depredador.
Ciertas especies de tiburones utilizan la bioluminiscencia para camuflar su parte inferior, apareciendo una pequeña mancha cerca de sus aletas pectorales la cual permanece oscura. Cuando los peces se acercan al señuelo, son capturados por el tiburón.
En el caso de las luciérnagas es usada para advertir a sus depredadores, los cuales suelen ser los murciélagos, ya que el brillo indica toxicidad y riesgo de envenenamiento, evitando así ser devoradas.
Los dinoflagelados pueden usar la bioluminiscencia para la defensa contra los depredadores. Ellos brillan cuando detectan un depredador, posiblemente haciendo a este más vulnerable al atraer la atención de los depredadores de los niveles tróficos superiores.
- Distracción. Ciertos calamares y pequeños crustáceos utilizan mezclas químicas bioluminiscentes o suspensiones bacterianas de la misma forma en que algunos calamares hacen uso de su propia tinta. Una nube de material luminiscente es expulsado, con el propósito de distraer o repeler un posible depredador, mientras el animal escapa a un lugar seguro.
- Comunicación. Esta función juega un papel relevante en la regulación de luminiscencia en muchas especies de bacterias. Usando pequeñas moléculas secretadas extracelularmente, se encienden los genes para la producción de luz solamente en altas densidades de células.
- Iluminación. Mientras que la mayoría de bioluminiscencia marina es de color verde o azul, el Dragonfish Negro produce un resplandor rojo. Esta adaptación permite a los peces visualizar especies juveniles red-pigmentadas, que son normalmente invisibles en el fondo de los océanos, donde la luz roja ha sido filtrada por la columna de agua.

## Tipos de bioluminiscencia
Puede hablarse de tres tipos principales de bioluminiscencia: la intracelular, la extracelular y la de bacterias simbióticas.

### Bioluminiscencia intracelular
La bioluminiscencia intracelular es generada por células especializadas del propio cuerpo de algunas especies pluricelulares o unicelulares (como dinoflagelados) y cuya luz se emite al exterior a través de la piel o se intensifica mediante lentes y materiales reflectantes como los cristales de urato de las luciérnagas o las placas de guanina de ciertos peces. Este tipo de luminiscencia es propia de muchas especies de calamar y de dinoflagelados, en especial del género Protoperidinium.

### Bioluminiscencia extracelular
La bioluminiscencia extracelular se da a partir de la reacción entre la luciferina y la luciferasa fuera del organismo. Una vez sintetizados, ambos componentes se almacenan en glándulas diferentes en la piel o bajo esta. La expulsión y consecuente mezcla de ambos reactivos en el exterior producen nubes luminosas. Este tipo de luminiscencia es común a bastantes crustáceos y algunos cefalópodos abisales.

### Simbiosis con bacterias luminiscentes
Este fenómeno se conoce solo en animales marinos tales como los celentéreos, gusanos, moluscos, equinodermos y peces. Parece ser el fenómeno de luminiscencia de origen biológico más extendido en el reino animal. En diversos lugares del cuerpo los animales disponen de pequeñas vejigas, comúnmente llamadas fotóforos, donde guardan bacterias luminiscentes. Algunas especies producen luz continua cuya intensidad puede ser neutralizada o modulada mediante diversas estructuras especializadas. Normalmente los órganos luminosos están conectados al sistema nervioso, lo que permite al animal controlar la emisión lumínica a voluntad.
La relación entre la bacteria Vibrio fischeri y el calamar sepiólide Euprymna scolopes es un sistema que sirve como modelo de simbiosis en el laboratorio. En su fase juvenil, el Euprymna scolopes posee una serie de apéndices recubiertos de mucosidad alrededor de su órgano luminoso con los que recoge bacterias Vibrio fischeri del entorno marino. Cuando la cantidad es suficiente, los apéndices mueren al tiempo que el órgano luminoso madura en un proceso fisiológico que se ha asociado con la aparición de la citotoxina traqueal.

## Producción de la bioluminiscencia

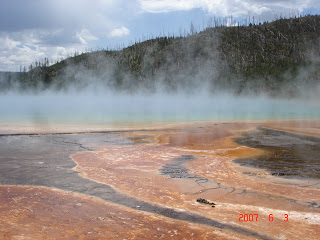
Bacterias bioluminiscentes del Parque nacional de Yellowstone.

La luciferina cambia según el organismo, por lo que el color de la luz que se produce en la bioluminiscencia será diferente según la especie. En todas las especies animales investigadas hasta hace poco tiempo, los colores se encontraban en la sección visible del espectro y siempre va del verde al azul. Cuando se observaban otros colores se debían a la alteración del tono original mediante diversos órganos que actuaban como filtros o superficies reflectantes distorsionadoras. Sin embargo, recientemente se han descubierto especies como en la medusa abisal Periphylla periphylla que puede producir tonalidades rojizas.
La radiación bioluminiscente se compone habitualmente de entre un 69% y un 90% de luz fría y entre un 10% y un 20% de emisión de calor, aunque hay ciertos estudios que hacen estimaciones cercanas al 100% de luz fría.
La bioluminiscencia no es lo mismo que fluorescencia, siendo la diferencia fundamental la fuente de donde se obtiene la energía. Mientras que en la bioluminiscencia la fuente de energía son las reacciones químicas, en la fluorescencia -como la de la proteína verde fluorescente la energía se obtiene de una fuente de luz previa, que posteriormente es reemitida como otro fotón.

## La bioquímica del proceso

Fórmula estructural de la D-luciferina de la luciérnaga Photinus pyraliLuciferasa y luciferinas. Se le acorta como LH_{2}

Las primeras investigaciones sobre los fundamentos químicos de la bioluminiscencia se atribuyen al farmacólogo francés Raphaël Dubois. Entre 1885 y 1892, trabajó con dos especies de animales bioluminiscentes (las luciérnagas tropicales del género Pyrophorus y el molusco bivalvo Pholas dactylus), refutó la teoría del fósforo, vigente hasta entonces, y demostró que el fenómeno de la emisión biológica de luz no era más que un proceso de oxidación enzimática en el que intervenían dos sustancias: una de ellas, termorresistente, se consumía en presencia de la otra, que actuaba como catalizador termolábil. El propio Dubois llamó luciferina a la primera de ellas, y luciferasa a la segunda.

En comparación con los procesos quimioluminiscentes, los procesos bioluminiscentes se caracterizan por un alto rendimiento de los procesos quimioluminiscentes, mientras que el rendimiento de los procesos bioluminiscentes, la enzima es quien desarrolla el papel importante. En este proceso se llevan a cabo reacciones luciferina-luciferasa, en las que una sustancia proteica luminiscente (luciferina) es oxidada por la acción catalizadora de una enzima (luciferasa). La reacción sucede de la siguiente manera: el oxígeno oxida el sustrato (una proteína llamada luciferina); la luciferasa acelera la reacción, y el ATP proporciona la energía para la reacción, produciéndose agua y luz. La reacción es muy rápida y perdura mientras el organismo esté siendo iluminado. 

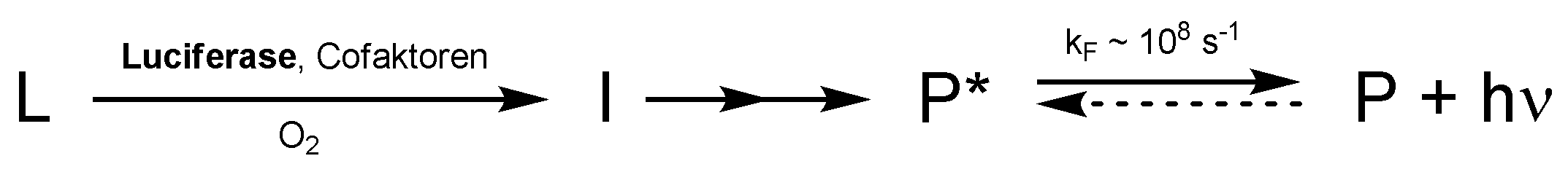
La luciferina (L) se modifica mediante utilización de oxígeno por las luciferasas, ahí se forma un intermediario I y por último en un sustrato activo eléctricamente P*. Después de un corto tiempo de vida se emiten fotones y el sustrato base P se alcanza.

La luciferasa es una enzima que cataliza la oxidación de la luciferina, una proteína que emite luz. En la estructura química de la Luciferina el grupo carboxílico de la luciferina reacciona con el grupo fosfato de ATP, así se forma el luciferaldenilato. El producto final de la reacción enzimática de oxidación de luciferina es su cetoderivado, que es la oxiluciferina. La temperatura óptima de la reacción de la luciferasa es de 25 °C, ya que a temperaturas mayores la enzima se inactiva, y a temperaturas menores la velocidad de reacción disminuye.

## Organismos bioluminiscentes
El fenómeno de la bioluminiscencia lo podemos observar en organismos como en luciérnagas, en algunos hongos y bacterias, pero principalmente, en especies marinas. Existen peces que usan la luz emitida para atraer a la hembra o a su presa, iluminándola para facilitar el ataque, o como mecanismo de defensa para confundir al depredador y escapar. Las luciérnagas macho revolotean llenos de luz para atraer a las hembras. Las hembras esperan en la hierba o en otras plantas y cuando ven un patrón de luces que les gusta, devuelven el destello para que los machos sepan donde están, además de usar su brillo como cortejo, también es utilizado como herramienta para no ser cazados por depredadores, pues sirven como aviso de toxicidad.

### Insectos
El insecto bioluminiscente más conocido es la luciérnaga. Estas se iluminan gracias a que producen una sustancia que se encuentra en sus abdómenes un compuesto orgánico llamado luciferina. A medida que el aire entra por medio de pequeños orificios como una ráfaga al abdomen de las luciérnagas, el aire reacciona con la luciferina, produciendo el familiar brillo verdoso amarillento siendo esta una forma es muy eficiente para comunicarse en la noche. En la reacción bioluminiscente catalizada por la enzima luciferasa de las luciérnagas además de las moléculas de luciferina y oxígeno participa la molécula de adenosín trifosfato (ATP). La enzima luciferasa de las diferentes especies de luciérnagas varía un poco en la estructura primaria, en la dependencia al pH del proceso catalítico y en algunos parámetros cinéticos. Sin embargo, el esquema de la reacción y la estructura de la luciferina son semejantes para diversas luciferasas. La reacción catalizada por la enzima de luciérnagas se describe con el siguiente esquema estequiométrico. En donde E es la luciferasa; LH2 es la luciferina; PPi es pirofosfato inorgánico y P es el producto de la reacción (oxiluciferina). La estequiometría de la reacción es la siguiente: por cada molécula de luciferina se gasta una molécula de oxígeno y se forma una molécula de dióxido de carbono. Se propone que la luciferina, los iones de Mg2+ y el ATP tienen sitios de unión independientes en la enzima. Durante la reacción de la luciferina se transforma en un acromóforo. Se han reportado tres isómeros de este cromóforo depende del pH y polaridad del medio. El ciclo de la bioluminiscencia de las luciérnagas incluye una serie de reacciones regeneradoras que convierten la oxiluciferina en luciferina para que el ciclo pueda comenzar de nuevo. Además, las células especializadas capaces de formar la luz, también tienen cristales de ácido úrico en los que refleja la luz lejos del abdomen. Por último, el oxígeno se suministra a las células a través de un tubo en el abdomen llamado la tráquea abdominal.

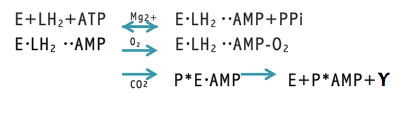
Reacción catalizada por las enzimas de las luciérnagas.

Otro coleóptero bioluminiscente es el Pyrophorus (cocuyo) que produce luz de tipo crioluminiscencia, es decir que para producir luz casi no emiten calor extra.

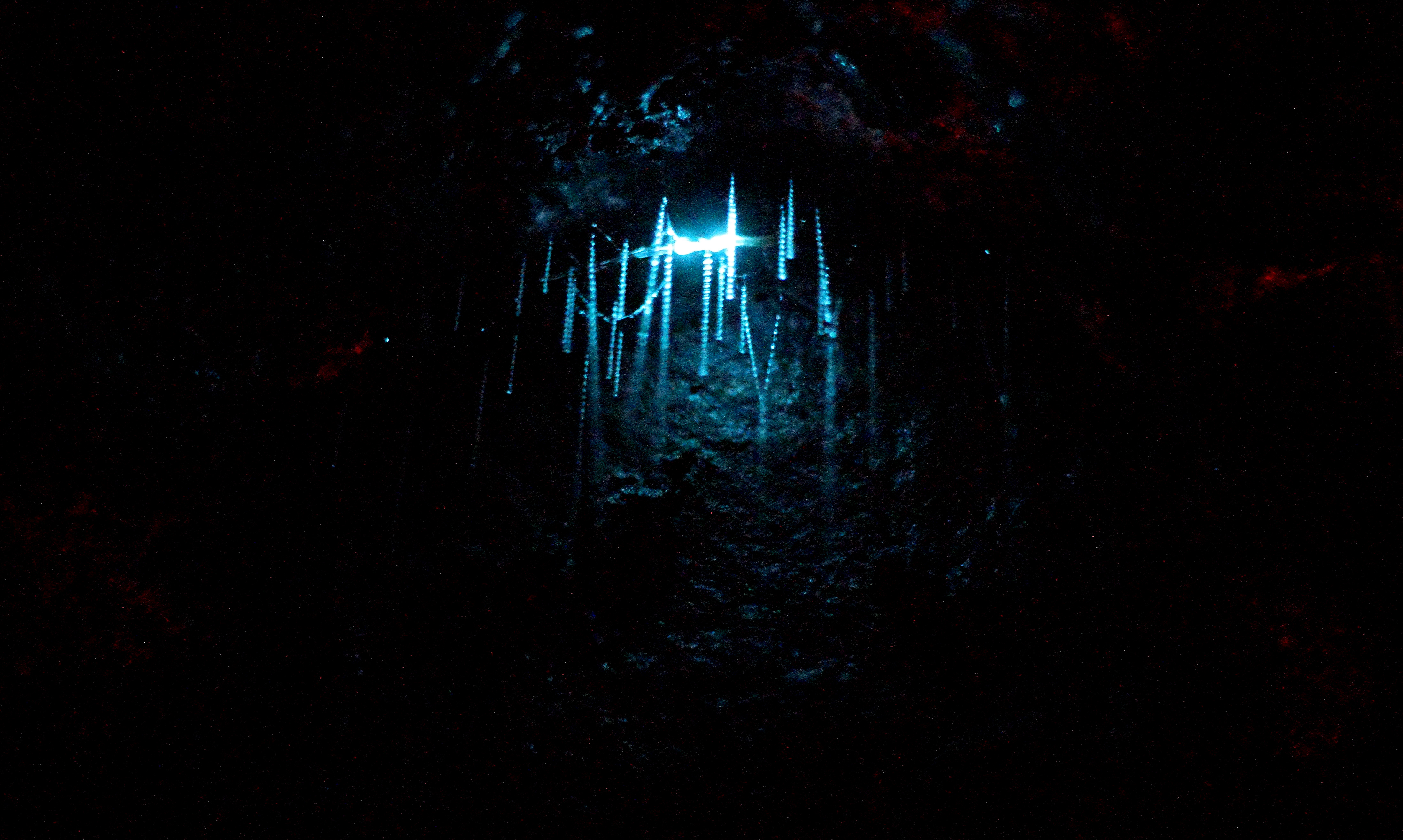
Bioluminiscencia de Arachnocampa luminosa en una cueva de Nueva Zelanda.

Otra especie conocida por el proceso bioluminiscente que realiza es Arachnocampa luminosa de Nueva Zelanda, un mosquito micetofílido que en estado larvario segrega hilos como las arañas para atrapar a otros insectos dentro de las cuevas donde habita. Además, para atraer a sus presas. Las sedas pueden medir 30 cm y están cubiertas a intervalos regulares de gotitas pegajosas en las que quedan atrapadas sus víctimas.

### Organismos marinos
La bioluminiscencia se observa en una amplia variedad de organismos marinos. Los cuales incluyen bacterias, dinoflagelados, radiolarios, hongos, ctenóforos, cnidarios, anélidos, moluscos, artrópodos, equinodermos, tunicados y peces. Estos organismos utilizan la bioluminiscencia para funciones esenciales que van desde la defensa a la reproducción. La capacidad de producir luz siempre implica la reacción quimioluminiscente ya mencionada, en donde el sustrato emisor de luz (una luciferina) es oxidada por una enzima específica (una luciferasa). Luciferinas y luciferasas son altamente variables en su estructura química y secuencia de proteínas. Por esta razón, se piensa que la bioluminiscencia surgió independientemente muchas veces durante la evolución. La coelenterazina es la luciferina predominante observada en el medio ambiente oceánico y es el tipo específico de luciferina utilizado en la bioluminiscencia de medusas (Phylum Cnidaria) y gelatinas de peine, o ctenophores (Phylum Ctenophora).

### Bacterias

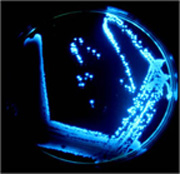
Cultivo de bacterias bioluminiscentes.

Las bacterias marinas, también son organismos abundantes luminiscentes; las hay de vida libre o simbióticas, que viven en la superficie de otros organismos marinos o dentro de sus cavidades, por ejemplo dentro de su tracto digestivo. Los invertebrados, como por ejemplo ctenóforos, crustáceos, cefalópodos, salpas, así como algunos vertebrados marinos (peces de profundidad) producen bioluminiscencia. Aunque en todos estos grupos el mecanismo de la bioluminiscencia es similar, el mecanismo por el que cada organismo produce luz, varía en la complejidad molecular de la luciferina y luciferasa, lo que da el color a la luz emitida. Las especies de bacterias marinas mayormente estudiadas son Vibrio harveyi y Vibrio fischeri . Se sabe que V. harveyi puede estar asociado al intestino de algunos animales marinos o encontrarse como un microorganismo de vida libre en el océano; mientras que V. fischeri además de encontrarse en estos hábitats también vive en cultivo puro como simbionte de los órganos productores de luz en varios peces y calamares. Está bien establecido que las bacterias bioluminiscentes emiten luz solo cuando existe alta densidad celular; una sola célula bacteriana de vida libre en el océano no se espera que emita luz. El entendimiento del mecanismo de esta regulación provee los principios básicos de la emisión de luz por parte de las bacterias marinas y a su vez, auxilia en el entendimiento de los mecanismos de comunicación celular, conocida como quorum sensing. Se propuso como hipótesis que la bioluminiscencia en estos microorganismos, estaba regulada por moléculas mensajeras que viajaban entre las células. Se llamó a estos mensajeros, “autoinductores”.

### Medusas

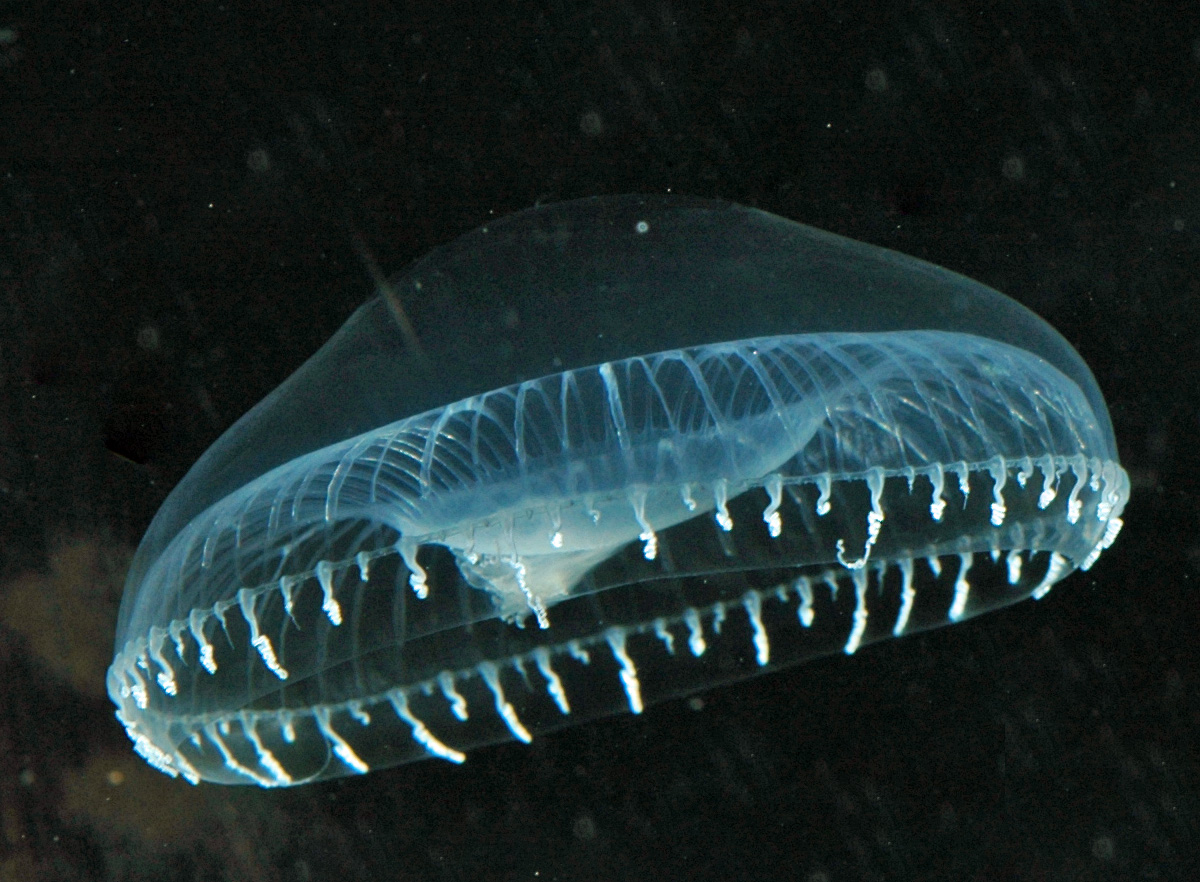
Medusa Aequorea victoria, organismo bioluminiscente.

Un claro ejemplo de bioluminiscencia en organismos marinos son las medusas, las cuales utilizan fotoproteínas (proteínas del dominio de unión al calcio EF relacionadas con la calmodulina, la troponina C, la miosina, la espectrina y la proteína de unión sarcoplásmica) como la aequorina, de la medusa hydromedusas Aequorea victoria, y la mnemiopsina, del ctenóforo Mnemiopsis leidyi. Casi todos los ctenophores son capaces de tener bioluminiscencia, produciendo destellos de luz en las células productoras de luz (fotocitos) tras la estimulación en condiciones de oscuridad.
La coelenterazina es muy usada entre los organismos marinos como luciferina, mediante la investigación experimental se ha descubierto que  la coelenterazina se sintetiza a partir de dos aminoácidos, principalmente: L-tirosina y L-fenilalanina.
Existen dos tipos de bioluminiscencia en las medusas: la simbiosis con bacterias bioluminiscentes y la extracelular. En cuanto a la simbiosis, las medusas disponen de pequeñas vejigas llamadas fotóforos, donde guardan bacterias luminiscentes, mismas que presentan la reacción química entre la coelenterazina y la luciferasa. Normalmente los órganos luminosos están conectados al sistema nervioso, lo que permite al animal controlar la emisión lumínica a voluntad e incluso neutralizar.

La bioluminiscencia extracelular se refiere a la capacidad de producir luz y se da a partir de la reacción ya mencionada, fuera del organismo, la expulsión y consecuente mezcla de ambos reactivos en el exterior producen nubes luminosas, en el caso de la medusas está se presenta por medio de la proteína GFP en la Aequorea victoria 
Aequorea victoria tiene un anillo marginal de bioluminiscencia verde, que aparece en ciertas condiciones; esta peculiaridad, descrita por primera vez en 1955, protagonizó el Premio Nobel de Química en 2008. En el origen, un solo “agente”: la proteína verde fluorescente (GFP por sus siglas en inglés). Osamu Shimomura descubrió la acuorina, proteína de medusa que brilla en presencia de calcio. La acuorina emite luz azul, mientras que la medusa brilla en verde, debido a que la GFP absorbe la emisión de la acuorina, ocurre una reacción y, como resultado final, el brillo es verde.

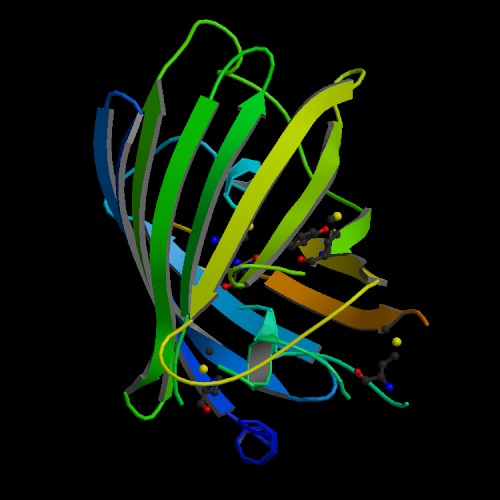
Proteína verde fluorescente (GFP)

GFP no necesita enzimas específicas para adoptar su plegamiento “brillante”; es un proceso espontáneo. La reacción química del fluoróforo para el brillo solo requería oxígeno, disponible en la mayoría de las células vivas. Al conocer cómo se formaba el fluoróforo de la GFP, se procedió a su manipulación. Intercambiando aminoácidos diferentes en distintas partes de la cadena obtuvo nuevas versiones de GFP más brillantes, que absorbían luz a diferentes longitudes de onda, y emitían en colores diversos: cian, azul y amarillo. Tsien y col. trasladaron estos conocimientos sobre GFP a una proteína fluorescente de color rojo en coral, otro marcador biológico potencial.
Una característica importante de la GFP es que no necesita aditivos para brillar, en contraste con otras proteínas bioluminiscentes; es suficiente irradiarla con luz UV o azul para que emita fluorescencia.
El descubrimiento y estudio de la GFP amplía la capacidad del microscopio óptico y otorga una nueva dimensión visible al ojo humano. Puede utilizarse como marcador de biomoléculas y para seguir procesos como la migración celular, permite ver procesos previamente invisibles, como el desarrollo de neuronas, cómo se diseminan las células cancerosas, el desarrollo de la enfermedad de Alzheimer, el crecimiento de bacterias patogénicas,etc. Gracias a este uso se ha reducido el efecto perjudicial de marcadores fluorescentes químicos, los cuales eran empleados en las investigaciones.

#### Las medusas y su bioluminiscencia en la tecnología, la industria, los ecosistemas y sus aplicaciones.
Las medusas pueden ser una fuente importante tanto de productos alimenticios como de bioactivos amigables con el ambiente, ya sea nutracéuticos o farmacológicos, utilizados en la industria alimenticia y en la  medicina humana, incluyendo terapias contra el cáncer, enfermedades vasculares y enfermedades infecciosas como el SIDA. Por otro lado, permite determinar secuencias de ADN a gran escala, aplicable a genomas completos mediante su bioluminiscencia.
Se utilizan para tratar enfermedades como hipertensión, úlceras, enfermedades digestivas, tratamientos contra la fatiga, pérdida de peso y tratamientos para la piel, así como para el fortalecimiento de los dientes.
El contenido orgánico de las medusas es principalmente la proteína colágeno, por lo que tienen propiedades antioxidantes, otras tienen efectos de protección en daños inducidos por UV en piel de ratones, algunas también tienen potencial para la aplicación en regeneración de cartílago.
Por otro lado tienen propiedades bactericidas, como es el ejemplo de la purificación de la mesoglea de Aurelia aurita, la cual contiene un péptido antibacterial endógeno llamado aurelina, este péptido tiene actividad antimicrobiana en contra de bacterias Gram-positivas (Listeria monocytogenes) y para las Gram-negativas (Escherichia coli).
Su bioluminiscencia puede ser de utilidad en la ingeniería genética y fisiológica, pues permite ver procesos previamente invisibles como el desarrollo de las neuronas, la diseminación de células cancerosas, el desarrollo de la enfermedad de Alzheimer, el crecimiento de bacterias patógenas, entre otros. Otra de sus aplicaciones podría ser en las neurociencias ya que estas se ven beneficiadas por los múltiples usos de la GFP.
También al retener agua y controlar el nivel de humedad, se han desarrollado materiales absorbentes como pañales, que se basan en una red de polisacáridos y proteínas que absorben el agua, lo que produce una retención de líquidos importante que supera a las de los productos comerciales; este nuevo material fue llamado “jellysorb” y es utilizado también en el desarrollo de productos femeninos como las toallas femeninas y cosméticos.
Otras ideas para sus aplicaciones son; la creación de árboles luminosos, que para ser utilizados en espacios públicos o alinearse en autopistas, para poder aumentar la seguridad y reducir la factura eléctrica pública, árboles de Navidad que no requerirían iluminación artificial, identificadores biológicos que podrían ser aplicados en todo tipo de organismos para su control y trazabilidad  y en la creación de lámparas bioluminiscentes más eficientes que las ultravioleta en ocupación de las ciencias forenses, que ayuden en la búsqueda de evidencia de crímenes como sangre o fluidos.  

### Calamares
El Vampyroteuthis Infernalis, comúnmente nombrado 'calamar vampiro' está emparentado con pulpos y calamares pero en realidad se trata de una reliquia filogenética, el único representante vivo del orden Vampyromorphida. Este tiene características diferentes, por ejemplo, el color negro que lo distingue. Sus largos tentáculos forman una capa negra que es similar a la de los vampiros. Tienen formas parecidas a retoños que son difíciles de ver a

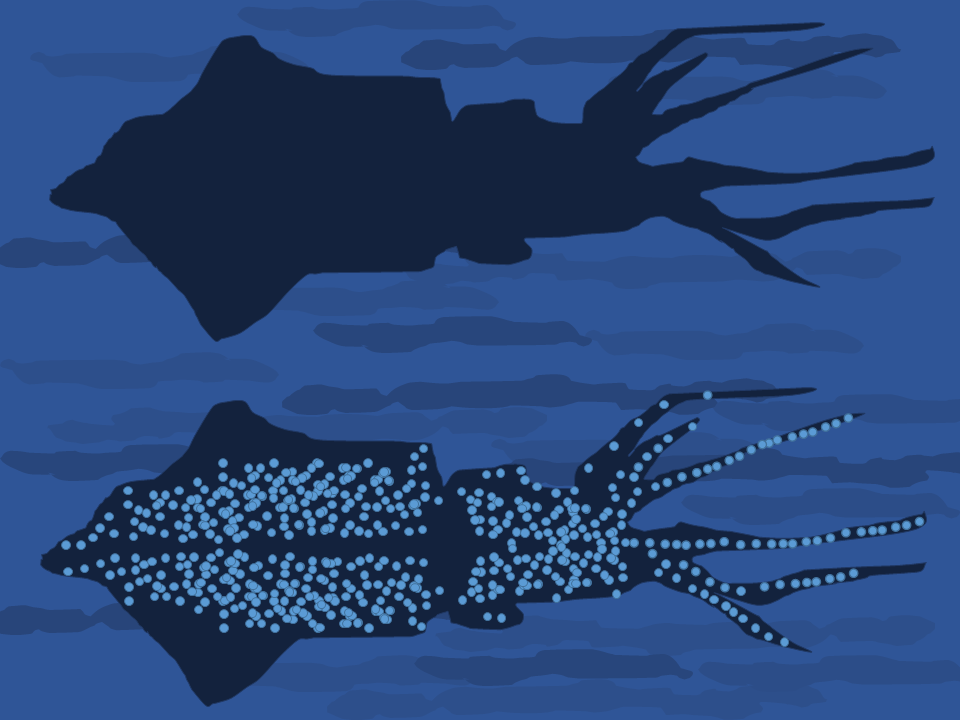
Algunos calamares hacen uso de bioluminiscencia para atraer a sus presas.

menos que se les mire de cerca. Utiliza grandes ojos de 2,5 centímetros para detectar el más mínimo destello de movimiento, y despliega bioluminiscencia azul oscuro para encubrir su gelatinoso cuerpo por debajo de los depredadores cuando se desplaza a mayores profundidades. Otro aspecto interesante es que al igual que muchos cefalópodos de aguas profundas, el calamar vampiro carece de depósitos de tinta, en caso de amenaza desde la punta de sus brazos expulsa una pegajosa nube de moco bioluminiscente. Esta cortina luminosa, que puede permanecer casi 10 minutos, sirve para confundir a los posibles depredadores y le permite escurrirse entre las sombras, sin necesidad de nadar muy lejos. Este recurso sólo se usará si el animal se ve acorralado, ya que regenerar el moco bioluminiscente es algo muy costoso desde el punto de vista metabólico.El propio animal está cubierto enteramente de órganos productores de luz llamados fotóforos sobre los que tiene un gran control, y es capaz de producir flashes de luz que desorienten a los predadores desde fracciones de segundo a varios minutos de duración. La intensidad y tamaño de los fotóforos también puede ser modulada. Esto es de gran importancia ya que en la zona menos profunda de las profundidades donde vive el calamar vampiro, la vista desde abajo es como el cielo durante el crepúsculo: los extremadamente sensibles ojos de los habitantes de las profundidades son capaces de distinguir las siluetas de otros animales nadando por encima. Para contrarrestar eso, el calamar vampiro genera su propia luz azulada (bioluminiscencia) en una estrategia denominada "contrailuminación": la luz difumina la silueta del animal, enmascarando de forma efectiva a los ojos vigilantes de debajo.

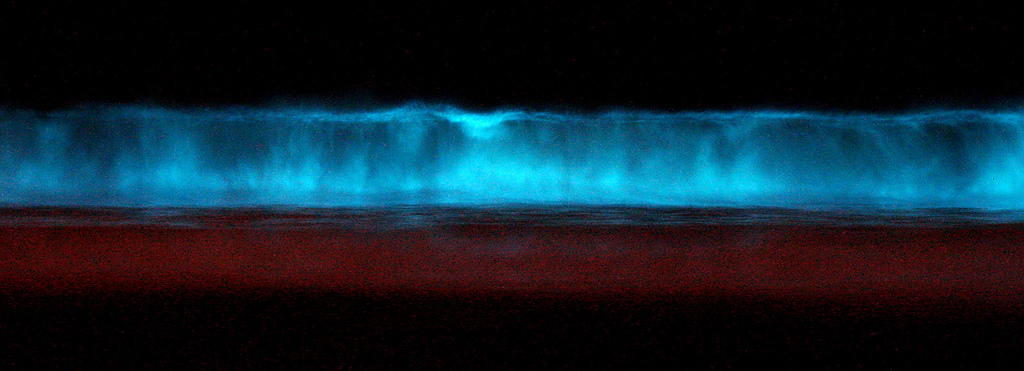
Bioluminiscencia causada por protozoarios dinoflagelados. Toma en la cercanía de A Carlsbad (California, Estados Unidos)

Algunos dinoflagelados, como por ejemplo Pyrodinium bahamense, tienen la capacidad de producir luz cuando las condiciones ambientales han sido muy favorables y su población ha sufrido un crecimiento exponencial una reacción luminosa.
La luminiscencia de un dinoflagelado es visible en la oscuridad para el ojo humano debido a que emiten cerca de 6 e9 fotones en 0.1 segundo. Algunas medusas emiten cerca de 2e11 fotones por 10 segundos.

### Hongos
Encontrados principalmente en climas templados y tropicales, actualmente hay más de 112 especies conocidas de hongos bioluminiscentes, todos los cuales son miembros del orden Agaricales (Basidiomycota) con un Ascomycota excepcional perteneciente al orden Xylariales. Todos los Agaricales bioluminiscentes conocidos son agáricos de esporas blancas que forman setas y pertenecen a cuatro linajes evolutivos distintos. El linaje Omphalotus (que comprende los géneros Omphalotus y Neonothopanus) contiene 12 especies, el linaje Armillaria tiene 10 especies conocidas, mientras que el linaje Micenoide (Favolachia, Mycena, Panellus, Prunulus, Roridomyces) tiene más de 50 especies. El linaje Lucentipes contiene dos especies, Mycena lucentipes y Gerronema viridilucens, que pertenecen a una familia que aún no ha sido nombrada formalmente. Armillaria mellea es el hongo luminiscente de mayor distribución y se encuentra en Asia, Europa, América del Norte y Sudáfrica.
Los hongos bioluminiscentes emiten una luz verdosa en una longitud de onda de 520 a 530 nm. La emisión de luz es continua y se produce sólo en las células vivas. No se ha encontrado correlación entre la bioluminiscencia fúngica y la estructura celular. La bioluminiscencia puede ocurrir tanto en micelios como en basidiocarpos, como en Panellus stipticus y Omphalotus olearius, o sólo en micelios y rizomorfos jóvenes, como en Armillaria mellea. En Roridomyces roridus la luminiscencia se produce sólo en las esporas, mientras que en Collybia tuberosa, es sólo en los esclerocios.
Aunque la bioquímica de la bioluminiscencia fúngica no se ha caracterizado completamente, la preparación de extractos bioluminiscentes libres de células ha permitido a los investigadores caracterizar los requisitos in vitro de la bioluminiscencia fúngica. Los datos experimentales sugieren que se requiere un mecanismo de dos etapas. En el primero, una sustancia emisora de luz (llamada luciferina) es reducida por una enzima reductasa soluble a expensas del NAD(P)H. En la segunda etapa, la luciferina reducida es oxidada por una luciferasa insoluble que libera la energía en forma de luz verde azulada. Se ha descubierto que las condiciones que afectan el crecimiento de los hongos, como el pH, la luz y la temperatura, influyen en la bioluminiscencia, lo que sugiere un vínculo entre la actividad metabólica y la bioluminiscencia de los hongos.
Todos los hongos bioluminiscentes comparten el mismo mecanismo enzimático, lo que sugiere que existe una vía bioluminiscente que surgió temprano en la evolución de los Agaricales formadores de setas. Todas las especies luminiscentes conocidas son hongos lignícolas capaces de descomponer la lignina, que se encuentra en abundancia en la madera. La bioluminiscencia es un proceso metabólico dependiente del oxígeno y, por lo tanto, puede proporcionar protección antioxidante contra los efectos potencialmente dañinos de las especies reactivas de oxígeno producidas durante la descomposición de la madera.

## Regulación génica

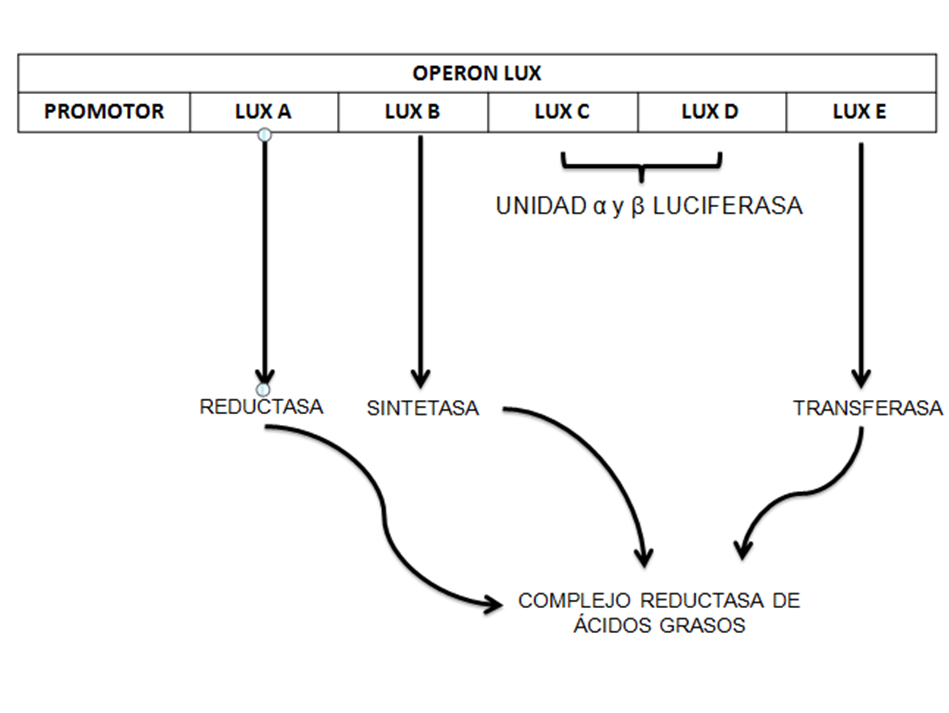
Disposición de los marcos abierto de lectura para el operón luxCDABE en bacterias marinas luminiscentes.

La regulación génica del proceso de bioluminiscencia en organismos como bacterias, está controlado mediante el operón luxCDABE, en donde es regulado a partir de cinco genes estructurales requeridos para la emisión de luz: los genes luxC, luxD y luxE son los encargados de codificar para el complejo reductasa de los ácidos grasos necesarios para reciclar el sustrato aldehído, mientras que los genes luxA y luxB, codifican para las subunidades α y β de la enzima oxidativa luciferasa.
La expresión del operón lux es regulado a nivel de traducción y transcripción. El gen luxR codifica para una proteína reguladora, mientras que el gen luxI es responsable de la síntesis de un autoinductor. A mayor densidad celular, un aumento en la concentración de la proteína luxR, obligado por el autoinductor, conduce a la activación del operón luxICDABE, que conlleva a la producción de luz. Posteriormente, la concentración de la proteína reguladora por medio del gen luxR se vuelve limitante, ya que el complejo proteína-autoinductor del gen luxR, va a inhibir la traducción del transcrito gen luxR.

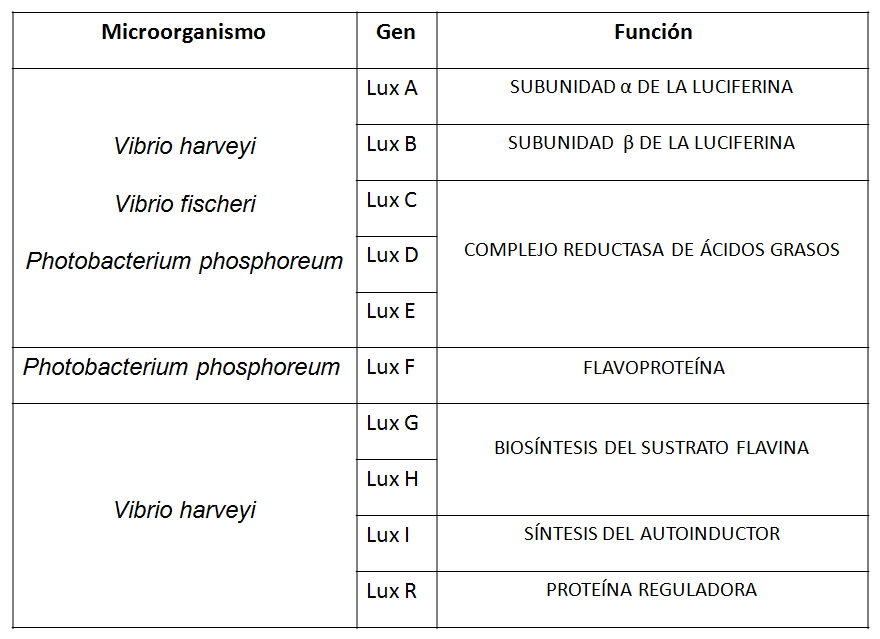
Expresión del operón lux a partir de diferentes tipos de genes que codifican una función regulatoria de algunas bacterias marinas.

Los operones lux también son regulados por coacción catabólica, porque sus promotores contienen sitios de unión a cAMP (adenosin monofosfato cíclico). Las enzimas inducibles presentan funcionalidad bajo ciertas condiciones; para muchos autores, la inducción de estas enzimas está mediada por nutrientes específicos, para los que no se producen constantemente las enzimas. Por otra parte, la inducción en la síntesis de algunas enzimas, es frecuentemente reprimidas por la glucosa, incluso en presencia del inductor, la cual puede ser superada por medio del cAMP exógeno; la represión de la glucosa y la inversión por cAMP es a lo que se le llama represión catabólica.

## Aplicaciones biotecnológicas
Los organismos bioluminiscentes son un objetivo para muchas áreas de investigación. Los sistemas de luciferasa son ampliamente utilizados en el campo de la ingeniería genética como genes indicadores. También se han aprovechado para la investigación biomédica utilizando imágenes de bioluminiscencia. La simbiosisde la bacteria Vibrio con numerosos invertebrados marinos y peces, por ejemplo, la hawaiana squid bobtail (Euprymna scolopes), son modelos experimentales clave para la bioluminiscencia.
Las estructuras de los fotóforos, los órganos productores de luz en los organismos bioluminiscentes, están siendo investigados por los diseñadores industriales.
El gen responsable del resplandor y luminiscencia de la luciérnaga ha sido añadido a las plantas de mostaza a través de ingeniería genética.
Las proteínas bioluminiscentes son herramientas bioquímicas invaluables con aplicaciones en una amplia variedad de campos incluyendo los análisis de expresión de genes, descubrimiento de medicamentos, estudio de la dinámica de las proteínas y mapeo de las vías de traducción de señales. Las proteínas mayormente reportadas son luciferasas, que permiten una detección de alta sensibilidad y poseen características peculiares como un alto rendimiento cuántico y ausencia de toxicidad cuando se expresadas en células o en organismos diferenciados. Se han llevado a cabo extensos estudios para alterar las propiedades de las proteínas fluorescentes, dejando como resultado proteínas mutantes con diferentes ondas de emisión. Las proteínas bioluminiscentes son una alternativa al uso de proteínas fluorescentes debido a su alta sensibilidad en los análisis de detección en muestras biológicas.
Algunas de las aplicaciones biotecnológicas han incluido: La GFP que es producida por la medusa Aequorea victoria. El gen que codifica esta proteína, que ya ha sido clonado, se utiliza como marcador en biología molecular.  Una característica importante de la GFP es que no necesita aditivos para brillar, en contraste con otras proteínas bioluminiscentes; es suficiente irradiarla con luz UV o azul para que emita fluorescencia permitiendo ver procesos previamente invisibles, como el desarrollo de neuronas, cómo se diseminan las células cancerosas, el desarrollo de la enfermedad de Alzheimer, el crecimiento de bacterias patogénicas, la proliferación del virus del sida, entre otros. Otra de las técnicas aplicadas fue el arcoíris cerebral o brainbow. En 2007, un grupo de investigadores de la Universidad de Harvard desarrolló un mapa para representar el sistema nervioso, el cual, mediante la combinación de proteínas fluorescentes, muestra las neuronas y otras células cerebrales en colores diferentes, permitiendo analizar el sistema nervioso y clasificar los procesos neuronales.
Algunos ratones fueron modificados genéticamente para producir determinadas cantidades de proteínas con colores amarillo, cian y rojo, en células nerviosas individuales del cerebro. El resultado fue un cerebro que brilla con noventa tonalidades diferentes. Los investigadores podían así seguir las fibras nerviosas de células individuales dentro de una densa red en el cerebro.
Dentro de aplicaciones se han logrado crías de mamíferos con tejidos bioluminiscentes, y se habla de experimentar con plantas que tienen distintos propósitos como:
- Árboles luminosos, que podrían disponerse en espacios públicos, o alinearse en autopistas, para aumentar la seguridad y reducir la factura eléctrica pública.
- Árboles de Navidad que no requerirían iluminación artificial.
- Plantas con luz biológica que se iluminarían cuando necesitaran agua.
- Métodos para detectar la contaminación bacteriana de alimentos, por ejemplo: productos contaminados con E. coli, los cuales serían detectados al instante, debido a su luz biológica activada en presencia de la bacteria.
- Identificadores biológicos que podrían ser aplicados en todo tipo de organismos para su control y trazabilidad (incluidos los humanos).
- Detectores luminosos de determinadas especies bacterianas en entornos concretos.[3]